# Président du Sénat (France)
Pour les articles homonymes, voir Président du Sénat.
Le président du Sénat est à la tête du Sénat, la chambre haute du Parlement français.
Il est le troisième personnage de l'État dans l'ordre de préséance, après le président de la République dont il assure l'intérim le cas échéant, et le Premier ministre, et avant le président de l’Assemblée nationale, la chambre basse du Parlement. Il dispose à ce titre d’un important pouvoir de nomination.
Au Sénat, il préside les séances plénières et peut peser sur la procédure législative. Il préside le bureau du Sénat et la Conférence des présidents, chargée de l’organisation du travail législatif. 
La présidence du Sénat, surnommée « le plateau » (mot équivalent au terme « perchoir » pour désigner la présidence de l'Assemblée nationale), tient cette dénomination de la tribune où siège le président de la séance dans l'hémicycle.
L’actuel président du Sénat est Gérard Larcher.

## Élection
Le président du Sénat est élu par l'ensemble des sénateurs après chaque renouvellement partiel, à savoir tous les trois ans, parmi les membres de cette assemblée. La séance est présidée par le doyen des sénateurs jusqu’à l’élection du nouveau président, qui prend ses fonctions immédiatement et préside donc la suite de la séance. Un « bureau d’âge », composé de ce doyen et des six plus jeunes sénateurs, a ainsi pour mission de faire procéder au vote à bulletin secret à la tribune.
Pendant la durée de son mandat, le président du Sénat est assisté dans sa tâche par 25 sénateurs, désignés immédiatement après lui. Ils forment ensemble le bureau du Sénat.

## Rôle et compétences

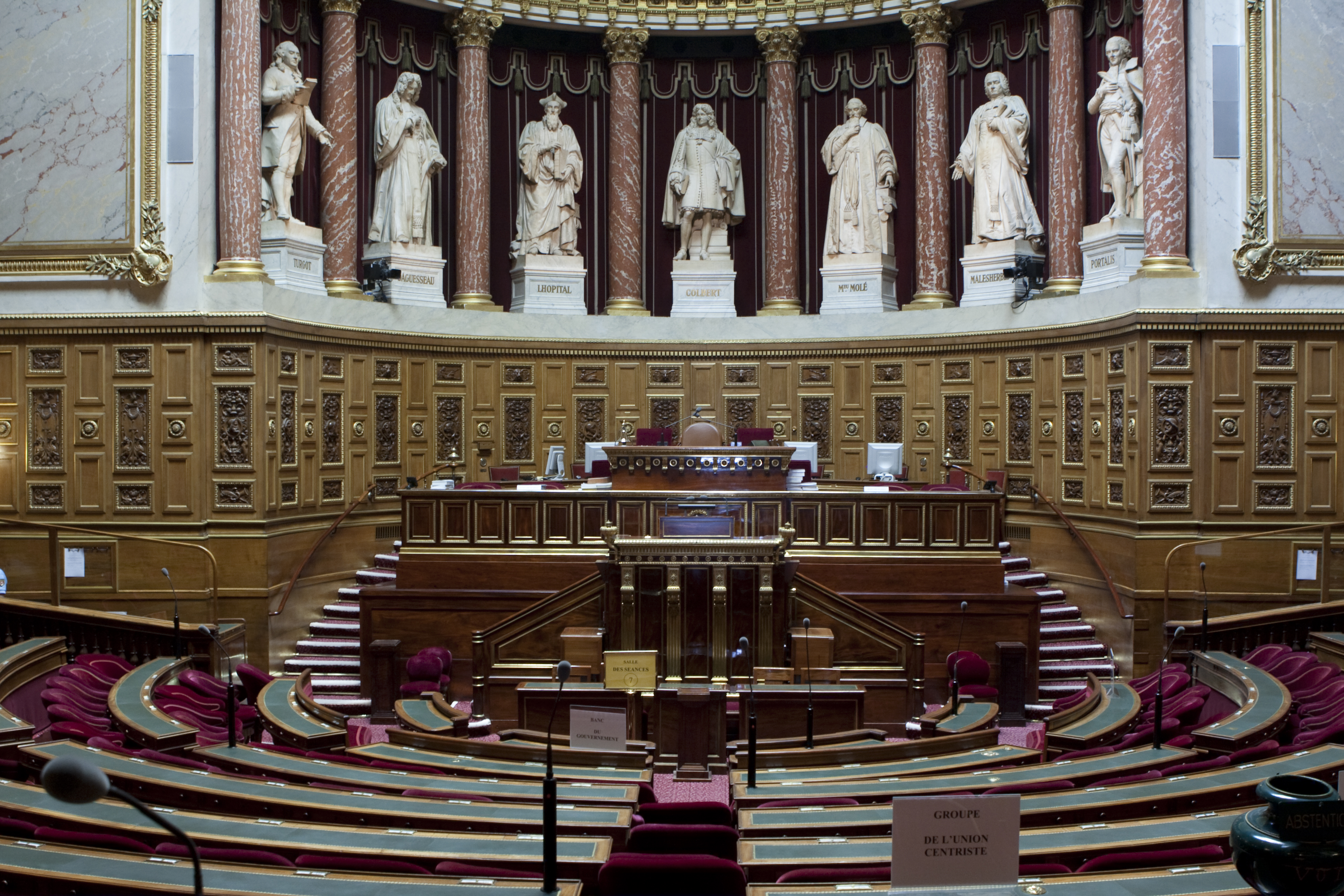
La tribune du président du Sénat, familièrement dénommée le « plateau ».

Le rôle du président est de représenter le Sénat et de diriger les débats de cette assemblée. Il préside la Conférence des présidents (qui regroupe notamment les présidents des groupes politiques et des commissions), chargée de fixer l’ordre du jour des séances plénières. Il doit être consulté par le président de la République lorsque ce dernier souhaite dissoudre l'Assemblée nationale ou mettre en œuvre des pouvoirs exceptionnels (article 16 de la Constitution).
Le président du Sénat assure l'intérim en cas de vacance de la présidence de la République (mais sans le droit de recourir au référendum, de dissoudre l'Assemblée nationale ou de demander une révision de la Constitution) en cas de décès, de démission, d’empêchement ou de destitution. Cet intérim s'exerce alors jusqu’à l’investiture du président de la République nouvellement élu (article 7 de la Constitution). Cette situation est survenue deux fois : en 1969, après la démission de Charles de Gaulle, et en 1974, après la mort de Georges Pompidou ; dans les deux cas, l’intérim a été assuré par Alain Poher. Pendant cet intérim, le président du Sénat est le premier personnage de l'État dans l'ordre protocolaire.
Le président du Sénat nomme :
- trois des neuf membres du Conseil constitutionnel ;
- deux des huit personnalités qualifiées au Conseil supérieur de la magistrature ;
- deux des sept membres de l'Autorité de régulation des communications électroniques et des postes ;
- un des sept membres de l'Autorité de régulation des activités ferroviaires ;
- une des trois personnalités qualifiées de l'Autorité des marchés financiers ;
- trois des sept membres du Conseil supérieur de l'audiovisuel ;
- deux des neuf membres du Haut Conseil de l'éducation ;
- un des cinq commissaires de l'Autorité de sûreté nucléaire.

## Ordre protocolaire et ordre de succession présidentielle
Le président du Sénat est parfois présenté comme le deuxième personnage de l'État après le président de la République. Cette erreur est due à une mauvaise interprétation de l'article 7 de la Constitution, qui dit qu'en cas de « vacances de la présidence de la République pour quelque cause que ce soit » le président du Sénat « exerce provisoirement les fonctions » de chef de l'État. Ainsi, il est la première personne dans l'ordre de succession présidentielle, lequel ne se confond pas avec l'ordre protocolaire. La confusion peut aussi être due à l'histoire, car sous la IIIe République, le président du Sénat avait plus d'importance que sous la Ve République.
Sous la Ve République, c’est le Premier ministre qui est le deuxième personnage de l'État dans l'ordre protocolaire, le président du Sénat étant troisième, devant le président de l'Assemblée nationale. La seule règle de droit dans ce domaine est en effet le décret en vigueur du 13 septembre 1989 sur l'ordre de préséance en France relatif aux cérémonies publiques, préséances, honneurs civils et militaires : ce décret attribue effectivement le deuxième rang de l'État au Premier ministre, devant le président du Sénat. On peut constater son application lorsque les plus hautes personnalités de l'État sont réunies, par exemple lors des cérémonies du 14 juillet, où le Premier ministre est placé au plus près du président de la République. L’universitaire Didier Maus indique également qu'en cas d'absence du chef de l'État, le Conseil des ministres est présidé par le Premier ministre et non le président du Sénat, preuve supplémentaire de la prééminence du premier.
Selon Guy Carcassonne, cet ordre protocolaire, institué en 1958, reflète la prééminence de l'exécutif sur le législatif que voulait Charles de Gaulle dans la Ve République. De plus, en 1958, le président de l'Assemblée nationale aurait dû, lui aussi, se voir attribuer la préséance sur le président du Sénat, puisqu'il préside une chambre (l'Assemblée) qui a le dernier mot lors du vote des lois. Le président du Sénat aurait ainsi été le quatrième personnage de l'État. Mais c'est bien l'influence de la faculté d'intérim de la présidence de la République qui a conduit à donner au président du Sénat la troisième place et non la quatrième.

## Rémunérations et avantages
En 2019, le président du Sénat perçoit mensuellement une rémunération brute de 7 239,91 euros au titre de sénateur et de 7 196,46 euros au titre de président.
Il dispose d’un logement de 80 m2 au Petit Luxembourg, hôtel particulier contigu au palais du Luxembourg, d'une voiture avec chauffeurs et de gardes du corps.

## Liste des présidents du Sénat

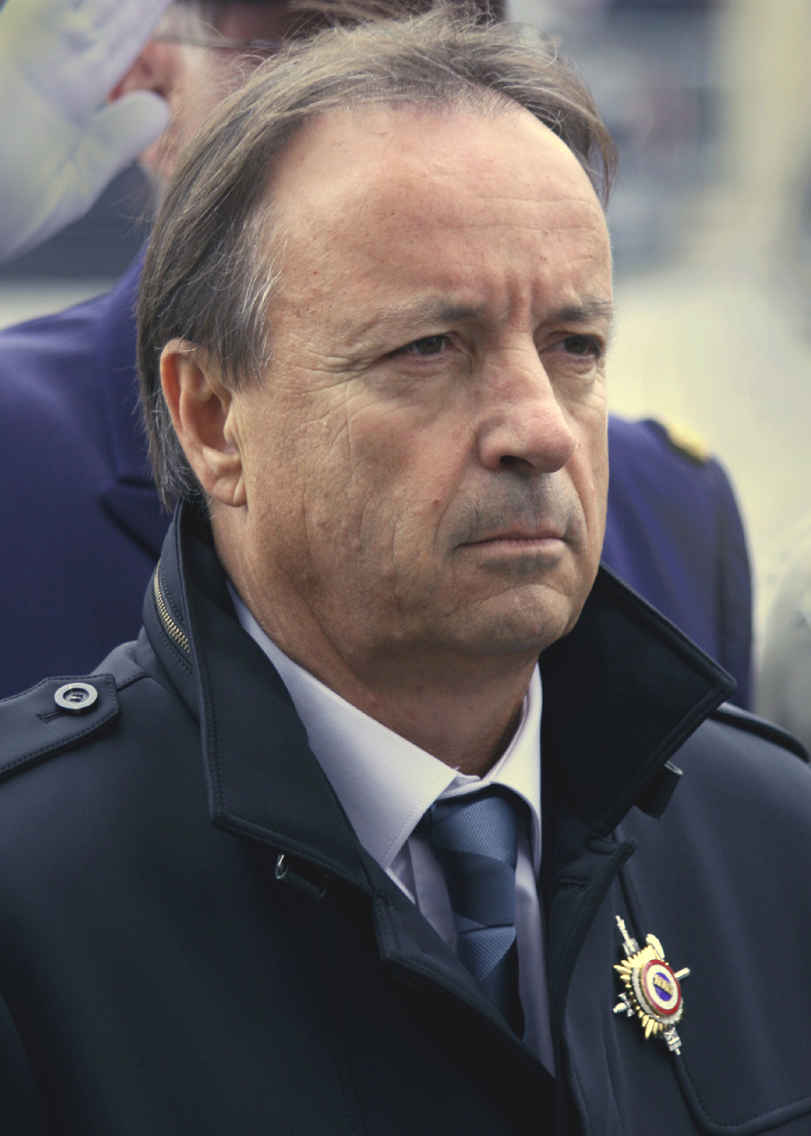
Jean-Pierre Bel, président du Sénat de 2011 à 2014.

Sous la Ve République, Gaston Monnerville est le premier président du Sénat, de 1958 à 1968, après avoir été président du Conseil de la République de 1947 à 1958. Alain Poher lui succède en 1968. Il assure en cette qualité la fonction de président de la République française par intérim en 1969 et en 1974. Ne se représentant pas pour un neuvième mandat en 1992, il détient le record de longévité à la présidence du Sénat (24 ans).
René Monory, Christian Poncelet et Gérard Larcher occupent la fonction entre 1992 et 2011, année où la gauche devient majoritaire pour la première fois dans l’histoire du Sénat : Jean-Pierre Bel devient ainsi le premier socialiste à accéder au « plateau ». Après le renouvellement de 2014, favorable à la droite, Gérard Larcher retrouve la présidence de la haute assemblée, devenant le premier président du Sénat sous la Ve République à effectuer deux mandats non consécutifs. Il est réélu en 2017, en 2020 puis en 2023.